# Юсупов, Магомед Саидович
Магомед Саидович Юсупов (1929 год, с. Цада, Хунзахский район, Дагестанская АССР, РСФСР, СССР — Москва, Россия) — Председатель Махачкалинского горисполкома (1972—1981). По национальности — аварец.

## Биография
Родился в 1929 году в селении Цада Хунзахского района. Окончил Ленинградский электротехнический институт и Высшую партийную школу при ЦК КПСС. По окончании института с 1953 по 1957 годы работал лаборантом, младшим научным сотрудником отдела энергетики Дагестанского филиала АН СССР. С 1957 по 1961 начальником электроцеха, главным инженером Махачкалинской ТЭЦ. С 1961 по 1964 годы работал сначала главным инженером, а затем директором завода «Дагэлектромаш». С 1966 по 1972 годы работал директором махачкалинского завода стекловолокна. В 1972 году избран председателем Махачкалинского горисполкома, где проработал до 1981 года. В последние годы Юсупов возглавлял Федерацию вольной борьбы Дагестана.

## Награды и медали
- Два Ордена Трудового Красного Знамени.
- Орден «Знак Почёта».
- Медаль «За доблестный труд (За воинскую доблесть). В ознаменование 100-летия со дня рождения Владимира Ильича Ленина».
- Заслуженный экономист Дагестанской АССР.
- Кандидат экономических наук.

## Личная жизнь
Жена — Зумруд Запировна, работала преподавателем в Дагестанском государственном университете. Имел трёх дочерей, которые окончили школу с золотыми медалями. 